# Ľadový hrebeň

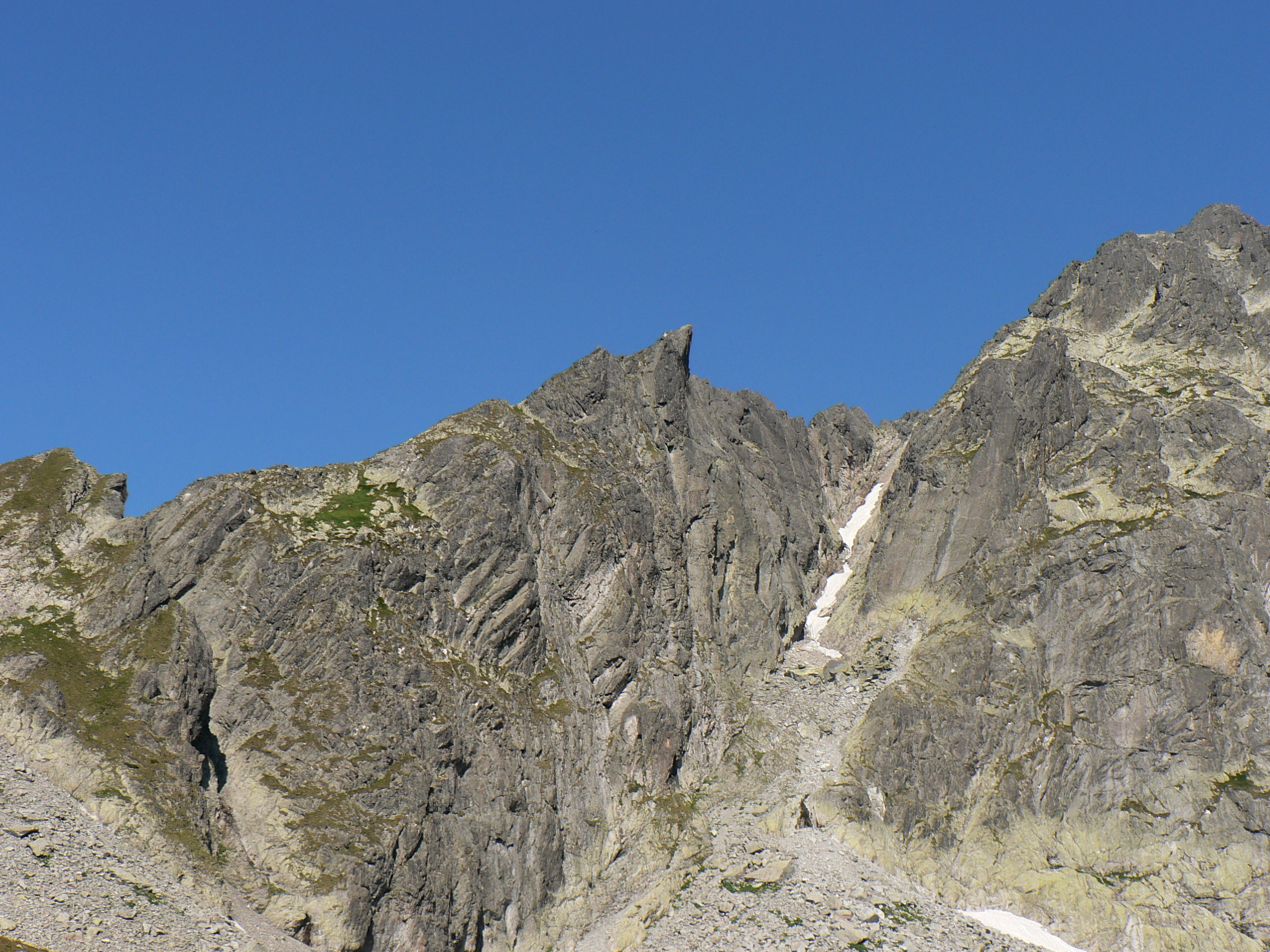
Ľadový zub a část Ledového hřebene

Ľadový hrebeň ( polsky Lodowa Grań je vedlejší, poměrně dlouhý pozvolný hřeben, který se odpojuje od Hlavního hřebene Vysokých Tater v hlavním severozápadním vrcholu Malého Ľadového štítu, vybíhá do Malé Studené doliny a odděluje Kotlinu Pěti spišských ples od Dolinky pod Sedielkom ve Vysokých Tatrách. Jeho první elevací je jihovýchodní vedlejší vrchol Malého Ľadového štítu. 

## Objekty na hřebeni
- Ľadové vrátka (s objekty: Zadné Ľadové vrátka, Zadná ľadová jehla, Prostredné ľadové vrátka, Predná ľadová jehla, Predné ľadové vrátka)
- Velká ľadová kopa
- Ľadový zárez
- Prostredná ľadová kopa
- Malá ľadová štrbina
- Malá ľadová kopa
- Ľadový zub
- Zadná ľadová škára
- Ľadový hrb
- Predná ľadová škára
- Pfinnova kopa [1]

## Prvovýstupy
Část hřebene od jeho ústí po Pfinnovu kopu první prošel Jozef Déry pravděpodobně v srpnu roku 1900. V zimě po téže cestě Jenő Serényi a Zoltán Votisky 13. května 1914. Celý hřeben první prošl Janusz Chmielowski, Karol Jordán, Jan Nowicki a horští vůdci Klemens Bachleda, Pavel Spitzkopf a nosič Stanisław Stopka 14. srpna 1903 . V zimním horolezeckém období byli první Valéria Kovárová, Edita Křenová, Manicová, Maňa Mičiková, Bárdoš a Alexander Houba 19. května 1946. 

## Turistika
Na hřeben nevedou značené chodníky. Výstup je možný jen s horským vůdcem.